# 阿斯嘉末日
《阿斯嘉末日》（英語：Magnus Chase and the Gods of Asgard，直譯為《馬格努斯·雀斯與阿斯嘉眾神》）是一部三部曲奇幻小说，作者為雷克·萊爾頓。此作品基於北欧神话創作，並與《埃及守護神》和《波西傑克森》系列设置在同個世界。第一集《夏日之劍》的英文版在2015年10月6日發布，中文版在2016年7月1日發布。第二集《雷神戰錘》的英語版已經在2016年10月4日發布。
主角馬格努斯·雀斯是华纳神族神祇弗雷的兒子，以第一人稱視角貫穿全書；其為《波西傑克森》中女主角雅典娜女神的半神半人女兒安娜貝斯·雀斯的表弟。兩人將這兩系列串聯起來。

## 簡介

### 夏日之劍
夏日之劍是此系列的第一集，在2015年10月6日發布。
16岁的马格努斯·雀斯（從母姓）在他的母亲两年前死后，流落在波士顿街头。有一天，他發現有两個人在尋找他——他的舅舅菲德克和表姊安娜贝斯，他聽到了一些他舅舅的秘密。
馬格努斯為了寻找线索闯入他舅舅兰道夫的房子，但是被蘭道夫抓到。兰道夫告诉他，他是一位北欧神的儿子，他的母亲的死亡並非意外。 他带马格努斯到某個桥梁，找到他父親的寶劍，並在那里遭到火巨人史尔特攻擊。在战斗中，马格努斯被杀害，女武神莎米拉·阿巴斯帶領他进入阿薩神族的來世瓦尔哈拉成為英靈戰士，莎米拉是洛基之女。在瓦爾哈拉，他得知他的父亲是北欧生育之神弗雷。之后，諾恩三女神親自宣布了他的命運：「錯誤的選擇，錯誤的陣亡戰士，瓦爾哈拉容不下這位英雄……。」便因如此，領主赫爾吉把莎米拉從瓦爾哈拉驅逐。
接著，馬格努斯在他的朋友精靈希爾斯東和侏儒貝利茲恩的幫助下逃到米德加爾特，這意味著他成为瓦尔哈拉的逃犯，馬格努斯成功重新束縛了巨狼芬里爾，与此同时，兰道夫已经秘密地与洛基联盟。

### 雷神戰錘
雷神戰鎚是阿斯嘉末日系列的第二集，英語版已經在2016年10月4日出版；中文版亦於2017年7月1日出版。這一集裡，馬格努斯和莎米拉、貝利茲恩、希爾斯東和洛基的一個流性人小孩亞利思·菲耶羅前去尋找北歐雷神索爾遺失的巨鎚。

### 幽冥之船
幽冥之船是阿斯嘉末日系列的第三集。
洛基已經從束縛中掙脫，準備引領亡靈之船納吉爾法出航。馬格努斯、莎米拉、貝利茲恩、希爾斯東還有瓦爾哈拉１９樓樓友必須前往納吉爾法停泊處，阻止納吉爾法出航，並重新束縛洛基。

## 外傳

### 瓦尔哈拉旅館：北欧世界指南
《瓦尔哈拉旅館：北欧世界指南》是《阿斯嘉末日》的相關外傳。它提供了北歐神祇和怪物的索引，在2016年8月16日出版。

### 阿斯嘉末日: 九個世界
《阿斯嘉末日: 九個世界》是《阿斯嘉末日》的第二本外傳，由九個短篇故事組成。每個故事都由不同的角色講述，發生在不同的挪威王國。 。它在2018年10月2日出版。

## 主要角色
- 馬格努斯·雀斯（Magnus Chase）：弗雷之子，為瓦爾哈拉的英靈戰士，有氣喘，討厭藍色，喜歡米色和黑色。
- 莎米拉·阿巴斯（Samirah al-Abbas，暱稱莎米）：洛基之女，帶領馬格努斯進入瓦爾哈拉的女武神，與阿米爾·法德蘭是情侶。是一個穆斯林，正在學開飛機，住在波士頓南邊的多徹斯特。
- 希爾斯東（Hearthstone，暱稱希爾斯）：聋哑精靈，受密米爾之命保護馬格努斯，他是近代唯一通曉盧恩魔法的凡人（凡人包括人類、侏儒、以及精靈），在《夏日之劍》末尾前往阿斯嘉跟奧丁學習盧恩魔法一星期。小時候過得很悲慘。他爸爸是邪惡愚蠢精靈阿德曼。
- 貝利茲恩（Blitzen，暱稱貝利茲）：侏儒比利和愛神弗蕾亞之子，不像其他侏儒喜歡打造金屬製品，反而喜歡設計衣服，奧丁在《夏日之劍》末尾建議他在米德加爾特開服飾店。
- 亞利思·菲耶羅（Alex Fierro）：洛基的小孩，在《雷神戰鎚》首次出現，被莎米帶進瓦爾哈拉。是一名流性人（又译为性别流动者），有時是女生，有時是男生。喜歡用製陶器當作武器甩使。穿衣品味非常詭異，喜歡粉紅色配綠色。
- 桑馬布蘭德「傑克(Jack)」:馬格努斯的魔法配劍。是九個是界中最鋒利的劍，會說話，非常愛唱歌，但唱得很难听。可以飄浮在空中自己飛舞打鬥，但所消耗的力量會轉嫁到持有者身上。

## 瓦爾哈拉

### 19樓樓友
- 湯瑪斯·小傑佛遜（Thomas Jefferson Jr.，暱稱湯傑）：生活在美國南北戰爭時代的軍人，戰神提爾與奴隸之子。
- 半生人·岡德森（Halfborn Gunderson）：狂戰士，因出生時很大隻、強壯，而且很醜。所以看起來一半像人一半像石頭，顧名半生人。

生前曾在「無骨人」伊瓦爾旗下作戰，後死於入侵東盎格利亞王國的戰爭中。
與瑪洛莉是情侶。
- 瑪洛莉·基恩（Mallory Keen）：愛爾蘭人，與半生人是情侶，是奧丁之后芙蕾嘉之女。

### 工作人員
- 赫爾吉（Helgi）：旅館經理，與杭汀是凡人時代的宿敵
- 杭汀（Hunding）：旅館服務生，與赫爾吉為凡人時代的宿敵。有時會向剛到瓦爾哈拉的新英靈戰士拿小費

## 其他角色

### 混血人
安娜貝斯·雀斯（Annabeth Chase）希臘女神雅典娜之女，馬格努斯的表姊。
波西·傑克森（Percy Jackson）希臘海神波塞頓與人類（莎莉‧傑克森）生下來的混血兒子，安娜貝斯的男朋友。

### 凡人
娜塔莉.雀斯（Natalie Chase）：馬格努斯的母親，在馬格努斯14歲時死於巨狼的攻擊之下。

## 外部連結
- Magnus Chase series （页面存档备份，存于） at The Worlds of Rick Riordan (Disney: readriordan.com)
- Magnus Chase （页面存档备份，存于） at Rick Riordan Myth Master (Penguin: rickriordan.co.uk)
- Magnus Chase （页面存档备份，存于） at RickRiordan.com
- Rick Riordan （页面存档备份，存于） at the Internet Speculative Fiction Database